# وست امانا (آیووا)
وست امانا (به انگلیسی: West Amana) محدوده ثبت‌نشده‌ای در شهرستان آیووا، ایالت آیووای آمریکا است که جمعیت آن در سرشماری سال ۲۰۱۰ میلادی، ۱۳۵ نفر بوده‌است.
در ۱۸۸۱ میلادی، جمعیت وست امانا، ۱۷۰ نفر و دارای یک فروشگاه بود.